# Серпень 2017
Серпень 2017 — восьмий місяць 2017 року, що розпочався у вівторок 1 серпня та закінчився в четвер 31 серпня.

## Події
- 1 серпня
  - Від повеней в Індії[en] у штаті Гуджарат загинуло понад 200 осіб, постраждали 450 тисяч людей[1].
  - Facebook вимкнув систему штучного інтелекту через те, що боти винайшли свою мову, якою вони почали спілкуватися між собою. Незадовго перед тим Ілон Маск назвав штучний інтелект найбільшою загрозою, з якою зіткнеться цивілізація, а засновник Facebook Марк Цукерберг заперечував йому.[2]
- 2 серпня
  - Президент США Дональд Трамп підписав закон про нові антиросійські санкції[3].
  - З космодрому Куру у Французькій Гвіані успішно запущено європейську ракету-носій легкого класу Vega, маршовий двигун якого був розроблений фахівцями Державного підприємства "Конструкторське бюро «Південне» імені Янгеля і виготовлений на «ВО Південному машинобудівному заводі імені О. М. Макарова». Ракета вивела на орбіту вивела на орбіту 2 супутники[4].
  - Аномальна спека в усіх регіонах Україні привела до загибелі 1 людини[5][6].
- 3 серпня
  - Володимир Кличко оголосив про завершення боксерської кар'єри[7].
  - Бразильський футболіст Неймар перейшов із «Барселони» в «Парі Сен-Жермен» за рекордні 222 мільйонів євро[8].
- 4 серпня
  - Збірна України посіла 1-е загальнокомандне місце на чемпіонаті Європи з кульової стрільби 2017[en], що завершився в Баку, завоювавши 22 медалі, зокрема 10 золотих, 8 срібних та 4 бронзових[9].
- 5 серпня
  - У Мавританії пройшов референдум щодо змін до конституції, які передбачають скасування деяких органів влади, а також зміну національного прапору і гімну.
- 6 серпня
  - Дворазовий олімпійський чемпіон українець Василь Ломаченко захистив титул чемпіона світу за версією WBO[10].
- 7 серпня
  - Українська велосипедистка Яна Беломоїна вперше в історії вітчизняного спорту виграла загальний залік Кубка світу[en] з маунтбайку в олімпійській дисципліні крос-кантрі[11].
  - В Якутську у 7 км від колонії, де відбуває покарання незаконно ув'язнений Кремлем український кінорежисер Олег Сенцов, відбулася акція на його підтримку учасниць відомого феміністичного панк-рок-гурту «Pussy Riot» Марії Альохіної[en] та Ольги Борисової[12].
  - ЗМІ повідомили, що НАБУ почало кримінальне провадження, в рамках якого підозрює голову НКРЕКП Дмитра Вовка та інших членів комісії у виконанні попередніх злочинних домовленостей з енергогенеруючими компаніями під час затвердження формули Роттердам+, яка штучно завищує вартість енергетичного вугілля у тарифах на електроенергію[13][14][15][16].
  - Часткове часткове місячне затемнення[en], яке спостерігали жителі Східної Європи, Азії, Африки, Австралії та Антарктиди[17].
- 8 серпня
  - У результаті землетрусу в Китаї[en] магнітудою 7 балів загинули дев'ять осіб, ще 164 людини постраждали[18].
  - Реал Мадрид переміг Манчестер Юнайтед та вчетверте став володарем Суперкубку УЄФА[19].
  - На виборах президента Кенії[en] переміг чинний голова держави Ухуру Кеніятта[20].
- 9 серпня
  - У КНДР заявили, що розглядають можливість ракетного удару по військових об'єктах США на острові Гуам у західній частині Тихого океану[21].
  - Німецький фахівець з ракетобудування, професор Роберт Шмукер[de][22][23] та південнокорейська розвідка[24] одночасно заявили про наявність беззаперечних доказів постачання комплектуючих з Російської Федерації для останніх запусків ядерних ракет високої дальності з боку КНДР.
  - Екс-посол Канади в Україні Ендрю Робінсон заявив, що президент РФ Володимир Путін може використовувати відволікання уваги світової спільноти на КНДР для захоплення нових земель на території України[25][26].
- 11 серпня
  - Українця Артура Панова засудили у Росії до 8 років за псевдозвинуваченнями у підготовці теракту[27][28].
  - У результаті зіткнення потягів в Єгипті у місті Александрія[en] 49 людей загинули, ще 179 отримали поранення[29].
  - Н. К. Джемісін отримала премію «Г'юго» за найкращий роман за роман «The Obelisk Gate»[30].
  - У «Bulletin of the Atomic Scientists»[en] представлено докладний аналіз нового північнокорейського ракетного двигуна, а також висновки про те, що його зроблено за зразком ракети RD-250 Южмаш[31][32]
- 13 серпня
  - Еліна Світоліна перемогла у тенісному турнірі Мастерс Канада та вперше піднялася на 4 сходинку світового рейтингу WTA[33].
  - На Чемпіонаті світу з легкої атлетики, що проходив у Лондоні, українці здобули 1 медаль — Юлія Левченко принесла срібло у стрибках у висоту[34].
  - Українські хірурги Інституту нейрохірургії імені Ромоданова провели унікальну операцію з видалення пухлини на мозку[35][36][37]
  - Команда «Team Liquid» виграла The International 2017 — міжнародний кібертурнір із гри Dota 2[38].
  - У Непалі через повені та зсуви загинули 49 людей, ще майже три десятки людей зникли безвісти. Довелося евакуювати п'ять тисяч осіб, загалом від стихії постраждали близько 100 тисяч людей.[39]
  - Гаррі Каспаров повернувся до професійної кар'єри після 12-річної перерви. Гросмейстер розпочав виступи на турнірі зі швидких шахів і бліцу[40][41]
- 14 серпня
  - Відповідно до публікації в газеті «Нью-Йорк Таймс» Україна або Росія може бути причетна до постачання ракетних двигунів КНДР.[42] В Україні такі звинувачення категорично відкинули та назвали провокацією[43][44].
  - Здійснено запуск космічного корабля SpaceX Dragon місії CRS-12 до Міжнародної космічної станції. Невдовзі після запуску перший ступінь ракети успішно повернувся на Землю.[45]
- 15 серпня
  - У результаті повеней і зсувів у Сьєрра-Леоне 600 осіб вважаються зниклими безвісти. Крім того, близько 2 тис. людей стали бездомними після того, як проливні дощі і повені затопили їх житла.[46]
- 16 серпня
  - Розпочався судовий процес над головою громадського «Центру протидії корупції» Віталієм Шабуніним за звинуваченням у нанесенні тілесних ушкоджень[47] провокатору та псевдожурналісту Всеволоду Філімоненку[48][49][50][51]
  - Президент України доручив розслідувати можливість заволодіння Північною Кореєю українськими ракетними технологіями[52][53]
  - 70 українських школярів — переможців міжнародних і всеукраїнських олімпіад і конкурсів з російської мови, історії та культури у рамках програми Росспівробітництва повернулися з країни-агресора, куди були доправлені урядом РФ як винагорода за гарне знання «російського світу»[54][55][56]
- 17 серпня
  - Кабінет Міністрів України підтримав ініціативу Transparency International Ukraine щодо передачі інформації про бенефіціарних власників українських компаній до Глобального реєстру і відкрив реєстр власників[57].
  - У результаті наїздів мікроавтобусів у натовпи людей у Барселоні та Камбрілсі загинули 14 людей, понад 100 осіб отримали поранення[58].
- 18 серпня
  - США почали розслідування ймовірних крадіжок Китаєм американської інтелектуальної власності[59].
  - Головний російський пропагандистський телеканал «Life» (раніше відомий як «LifeNews») припинив мовлення[60][61]
- 19 серпня
  - У Тайбеї відкрилася Літня Універсіада 2017[62][63].
- 20 серпня
  - У Тайбеї на літній Універсіаді 2017 українські плавці Михайло Романчук та Андрій Говоров завоювали золоті нагороди, останній з рекордом змагань[64][65]
  - Український боксер Олександр Гвоздик достроково переміг американця Крейга Бейкера і відстояв титул чемпіона NABF[66].
  - Відомий російський телеведучий та мандрівник Михайло Кожухов зі скандалом залишив ефір пропагандистського телеканалу «Звезда»[67]
- 21 серпня
  - Ракетний есмінець США «Джон Маккейн» при заході у порт у Сінгапурі зіштовхнувся з нафтовим танкером Alnic MC, отримавши пошкодження корми. Десятеро моряків есмінця вважаються зниклими[68].
  - Повне сонячне затемнення[en] типу Сарос 145, що відбувається на Землі раз на 18 років, можна було спостерігати в Північній Америці[69].
  - У результаті пожежі в Ростові-на-Дону (Росія) знищено біля 120 будівель, одна людина загинула[70].
- 23 серпня
  - В Одесі відкрився Вишиванковий фестиваль[71].
- 24 серпня
  - 26-та річниця проголошення незалежності України. Під час параду у Києві Хрещатиком разом з українськими військовими пройшли військовослужбовці армій країн-партнерів України: Канади, Естонії, Грузії, Великої Британії, Латвії, Литви, Молдови, Польщі, Румунії та США.[72]
- 25 серпня
  - На Літній Універсіаді 2017 важкоатлетка Ірина Деха здобула 7-е золото для збірної України з рекордом змагань у ривку[73]
  - У результаті нападу терористів на шиїтську мечеть у Кабулі загинули як мініум 20 осіб, ще 50 отримали поранення[74]
  - Google випадково відключив інтернет у Японії на 8 хвилин, чим викликав перебої з інтернетом на кілька годин[75].
  - Данського винахідника Петера Медсена звинувачено у прихованні та розчленуванні тіла раніше зниклої журналістки Кім Волл[en] під час затоплення човна UC3 Nautilus[76].
- 26 серпня
  - У США через найпотужніший ураган за останні 12 років «Гарві» у штаті Техас постраждало 10 людей, 200 тисяч залишились без електрики[77].
  - У США відбувся найдорожчий бій за всю історію боксу між непереможним боксером Флойдом Мейвезером та бійцем змішаного стилю Конором МакГрегором. Мейвезер здобув перемогу технічним нокаутом у 10-му раунді.[78]
  - На Чемпіонаті світу з боротьби, що пройшов у Франції, українські спортсмени здобули дві нагороди — у вільній боротьбі Юля Ткач отримала срібло та Андрій Яценко — бронзу.
- 29 серпня
  - Північна Корея запустила балістичну ракету, яка пролетіла над Японією і впала на схід від острова Хоккайдо[79].
- 30 серпня
  - На Літній Універсіаді 2017 українські спортсмени завоювали 12 золотих медалей і посіли шосте місце в неофіційному командному заліку[80].
  - Вперше в історії людина переплила Балтійське море. Світовий рекорд встановив польський 26-річний плавець Севастіан Карась[81][82]
  - У США, на Таймс-Сквер у місті Нью-Йорк, з'явився перший у світі тривимірний рекламний щит[83].
- 31 серпня
  - Влада США зажадала від російського уряду закрити до 2 вересня генеральне консульство в Сан-Франциско, торгове представництво у Вашингтоні та торгове представництво у Нью-Йорку. Таким чином адміністрація президента Дональда Трампа здійснила заходи у відповідь на рішення РФ про висилку американських дипломатів з дипломатичних відомств в Росії.[84]
  - Головний конструктор КБ Південне Павло Дегтяренко очолив Державне космічне агентство України, фінансування якого у проекті бюджетної резолюції на 2018-2020 роки скорочується вдесятеро[85][86].